# Andzsu
Andzsu (hangul: 안주시, Andzsu-si, handzsa: 安州市, RR: Anju-si, ’nyugodt település’) egy észak-koreai város az ország északnyugati részén fekvő Dél-Phjongan (P'yŏngan) tartományban. Több mint 240 000 fős lakosságával a 15. legnagyobb lakosságú város az országban, míg 433 km²-es területével a 16. legnagyobb város Észak-Koreában. A város közelében nagyméretű szénbányászat folyik, a terület gazdag antracit készlettel rendelkezik, ami a legtisztább és legjobb fűtőértékű kőszén.

## Történelme
Andzsu hosszú hagyománnyal rendelkező városa az 1970-es években bekövetkező iparosodásig főleg mezőgazdasági termékek előállításával foglalkozott. Az 1970-es években előbb egy vegyipari gyár, majd később többek közt egy gépgyár, traktorgyár és téglagyár is létesült, mely jóvoltából Andzsu ipartelepüléssé fejlődött. A település 1987 nyarán emelkedett városi rangra.
A város és környéke gazdag ásványkincsekben, így a környező bányákban szenet, vasat, ólmot, grafitot és mészkövet bányásznak.

## Közigazgatása
Andzsu (Anju) város 19 tong (tong)ból és 11 faluból (ri (ri)) áll.
| - Tungbangszan-tong (등방산동, Tŭngbangsan-dong) - Namcshon-tong (남천동, Namch'ŏn-tong) - Jokcson-tong (역전동, Yŏkchŏn-tong) - Sinvon-tong (신원동, Sinwŏn-tong) - Namphjong-tong (남평동, Namp'yŏng-tong) - Kubong-tong (구봉동, Kubong-tong) - Namhung-tong (남흥동, Namhŭng-tong) - Tokszong-tong (덕성동, Tŏksŏng-tong) - Tokszan-tong (독산동, Toksan-tong) - Phungnjon-tong (풍년동, P'ungnyŏn-tong) - Cshongcshongang-tong (청천강동, Ch'ŏngch'ŏngang-tong) - Cshangszong-tong (창송동, Ch'angsong-tong) - Rjongjon-tong (룡연동, Ryongyŏn-tong) - Munbong-tong (문봉동, Munbong-tong) - Miszang-tong (미상동, Misang-tong) | - Szongam-tong (송암동, Songam-tong) - Vonhung-tong (원흥동, Wŏnhŭng-tong) - Cshongszong-tong (청송동, Ch'ŏngsong-tong) - Cshilszong-tong (칠성동, Ch'ilsŏng-tong) - Rjonghung-ri (룡흥리, Ryonghŭng-ri) - Rjonggje-ri (룡계리, Ryonggye-ri) - Jonphung-ri (연풍리, Yŏnp'ung-ri) - Phjongnjul-ri (평률리, P'yŏngryul-ri) - Szangszo-ri (상서리, Sangsŏ-ri) - Szonhung-ri (선흥리, Sŏnhŭng-ri) - Csangcshon-ri (장천리, Changch'ŏn-ri) - Unszong-ri (운송리, Unsong-ri) - Namcshil-ri (남칠리, Namch'il-ri) - Unhak-ri (운학리, Unhak-ri) - Vonphung-ri (원풍리, Wŏnp'ung-ri) |